# アドリアン・トゥルナション
アドリアン・アルバン・トゥルナション（Adrien Alban Tournachon、1825年8月25日 - 1903年1月24日）は、パリで生死したフランスの写真家、画家、カリカチュリストである。
ナダールの異母弟に当たる。「エイドリアン・トゥルナション」表記もあり。

## 生涯

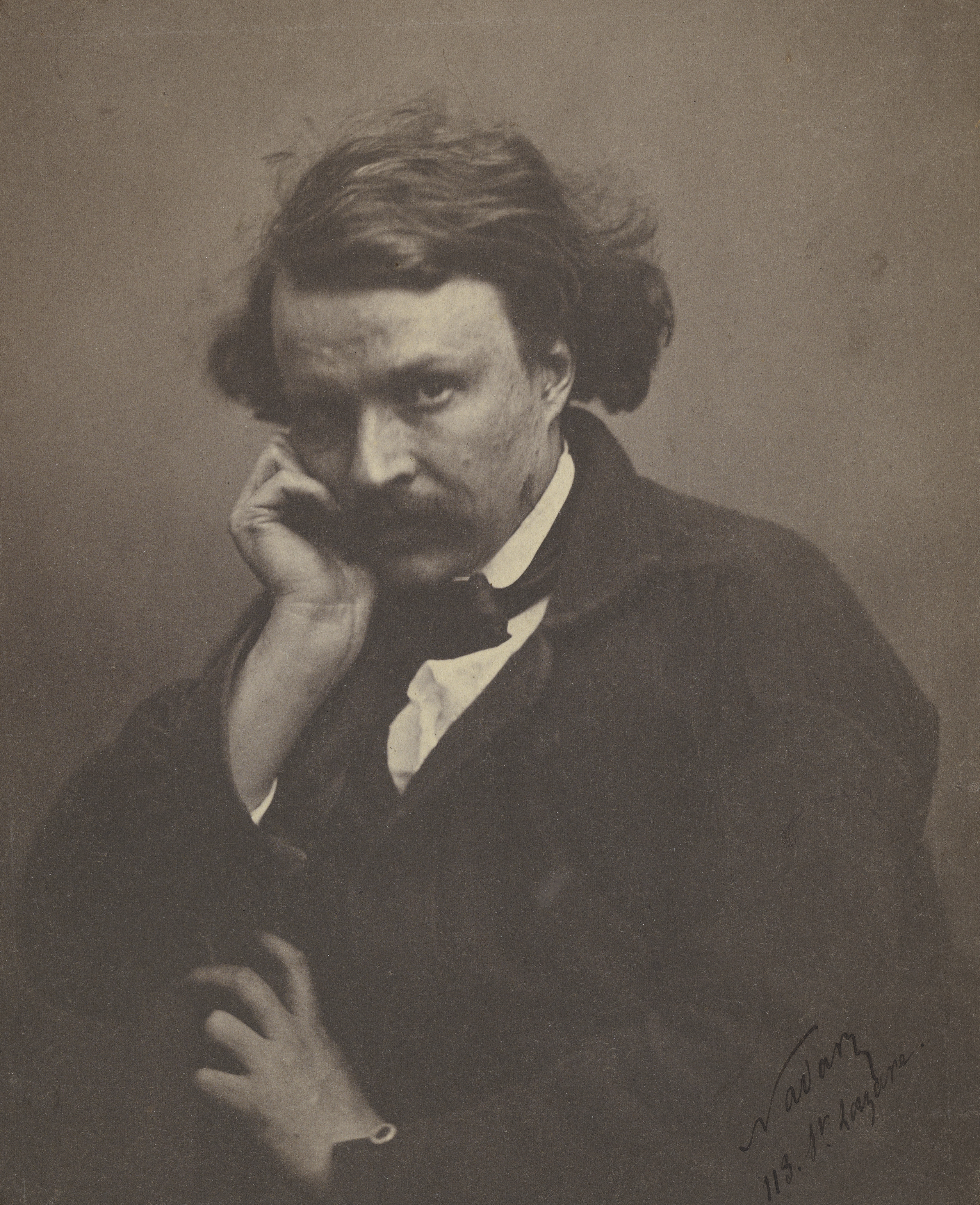
ナダール

ナダールが撮影した写真のアニメーション

フランス・パリで生まれ、リヨンで育つ。フランソワ＝エドゥアール・ピコのアトリエで働くが、1848年、兄とともにポーランド軍として従軍し、ルターシュタット・アイスレーベンの刑務所で何か月か逮捕された。
1855年のパリ万国博覧会で写真集を出品、第1級メダル受賞。フランスの国立自然史博物館ではアブド・アルカーディルがフランスに送ったアンゴラヤギを撮影し、彼の名を有名にさせた。
1886年に医学者として近くの病院で研究を開始。
1903年に息を引き取った。牛の写真群も有名な作品の1つである。
なお、自身もナダールの名で活動していたために、彼の作品が有名な方のナダールの作品とされることも珍しくない。

## ギャラリー

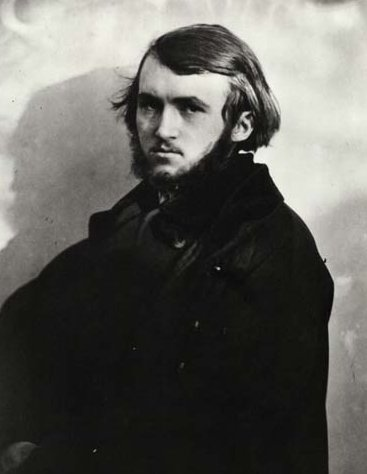
ギュスターヴ・ドレ
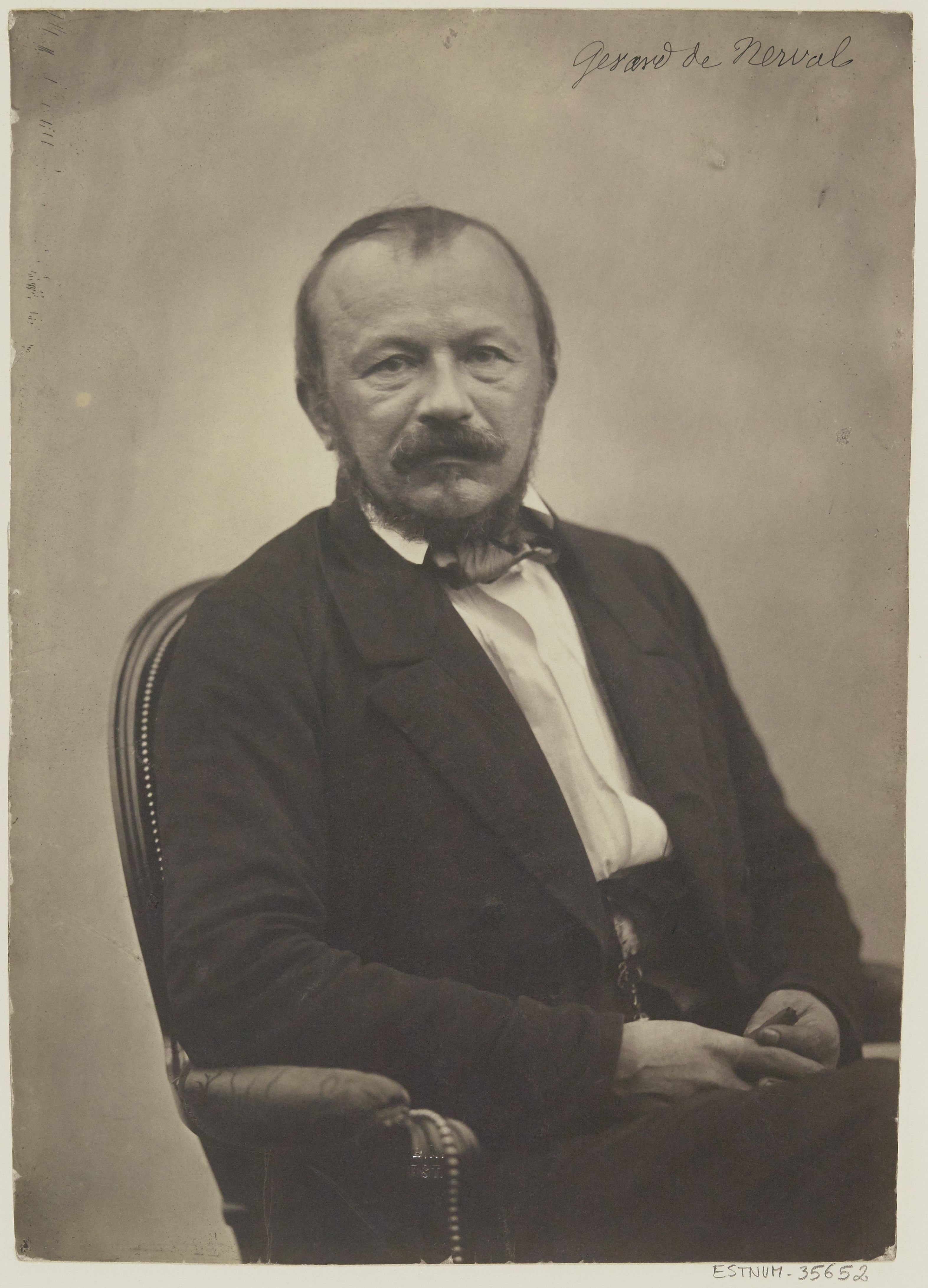
ジェラール・ド・ネルヴァル
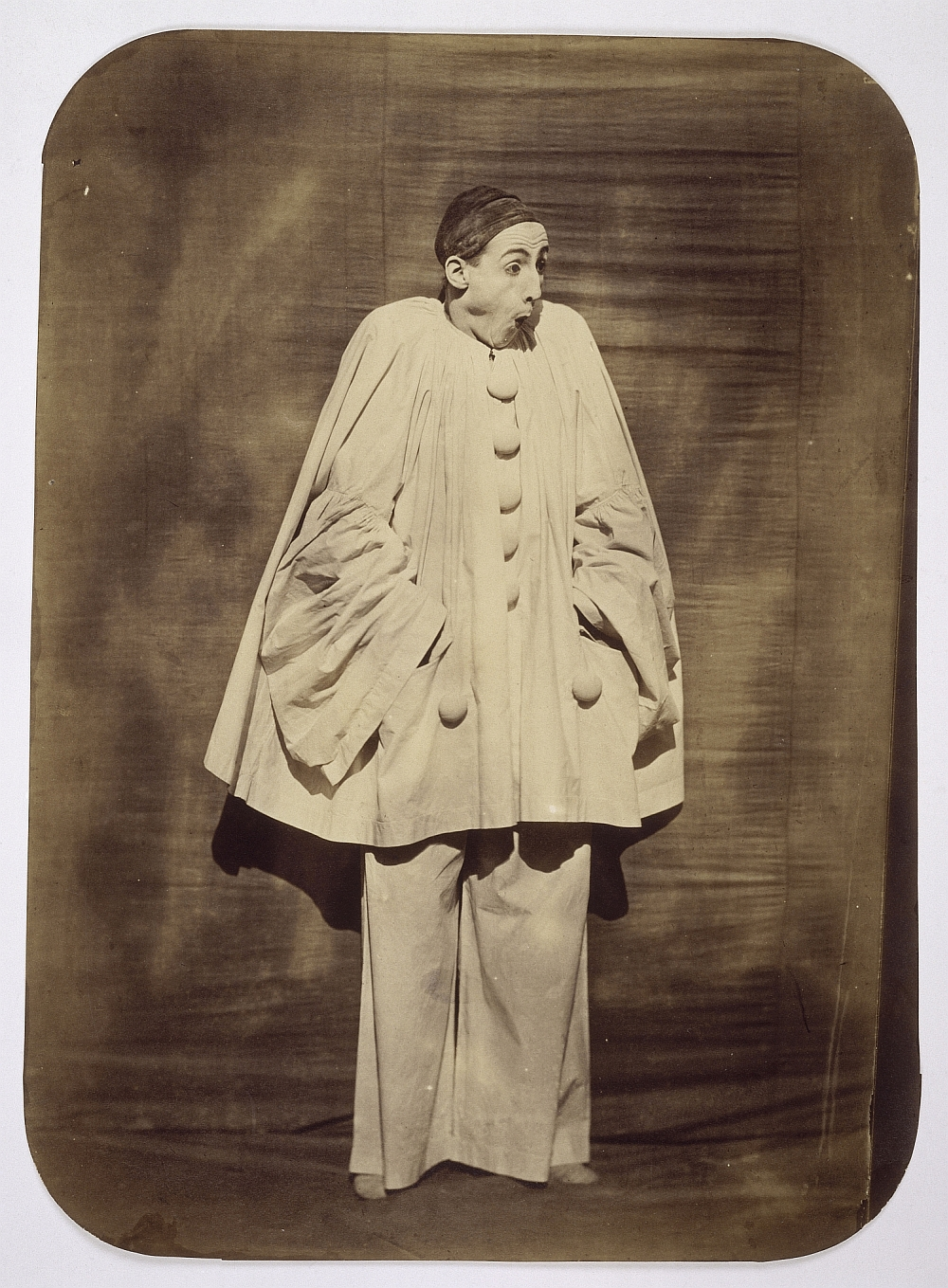
ジャン・シャルル・ドビュロー（英語版）
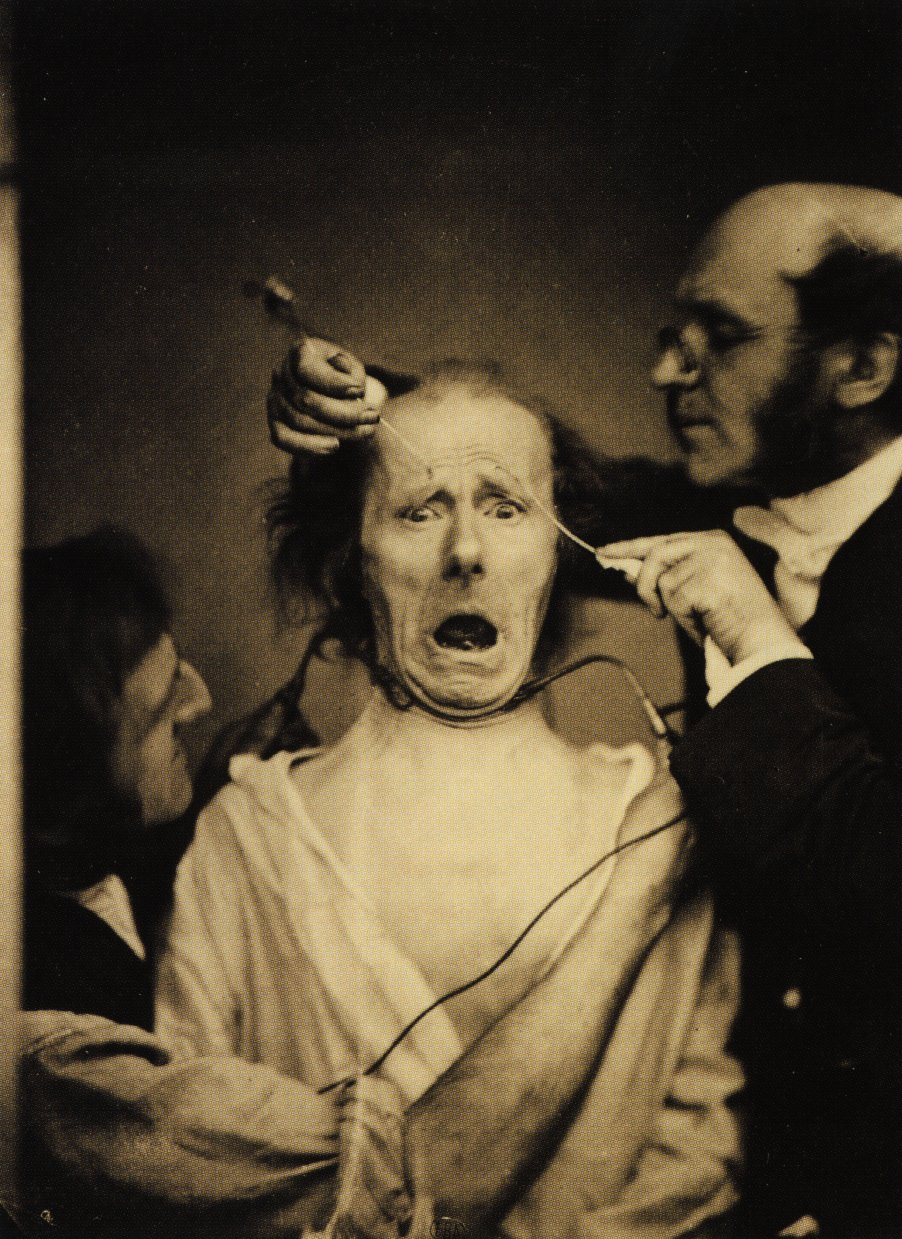
ギヨーム・デュシェンヌ（英語版）による表情の実験

牛の写真
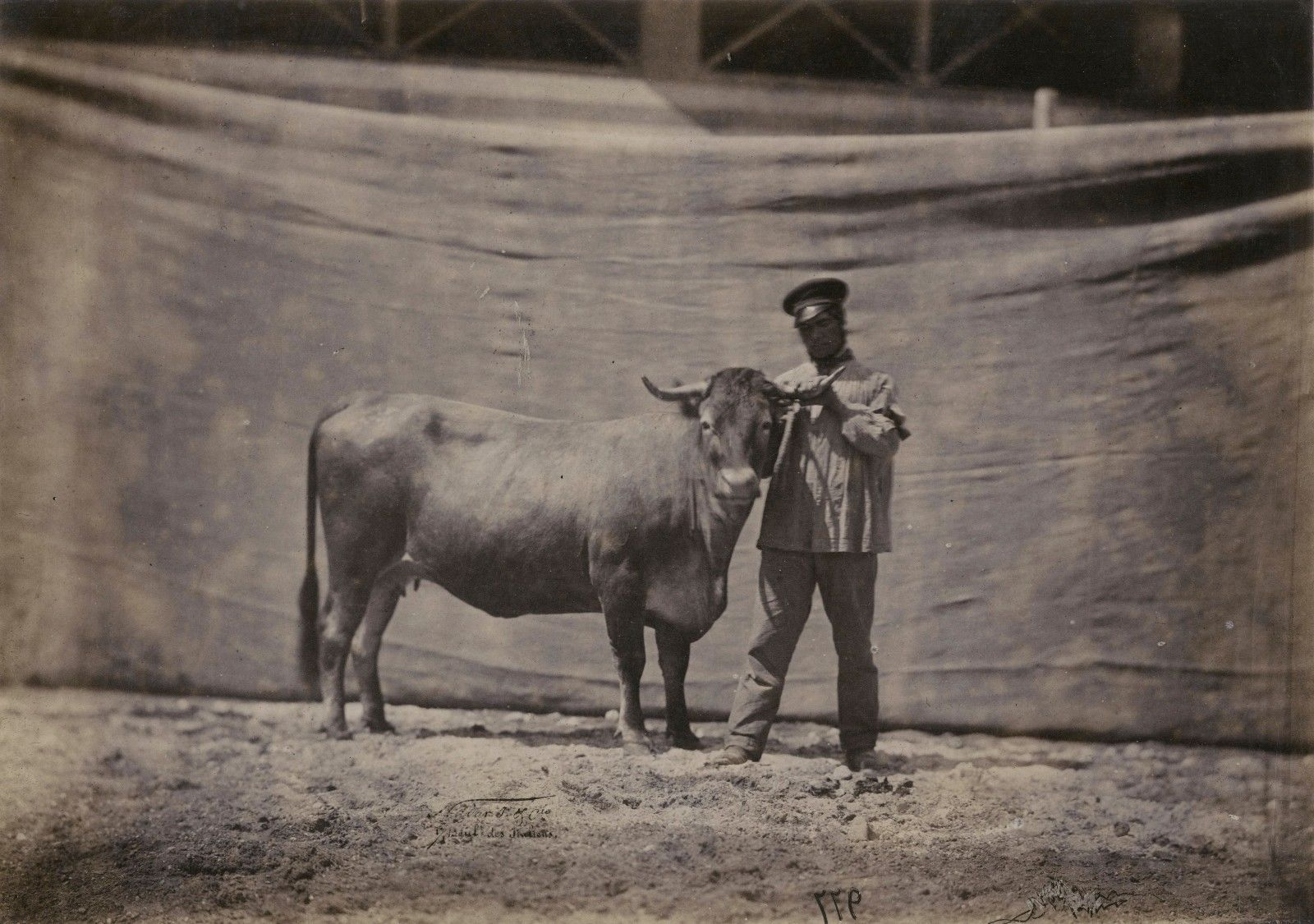
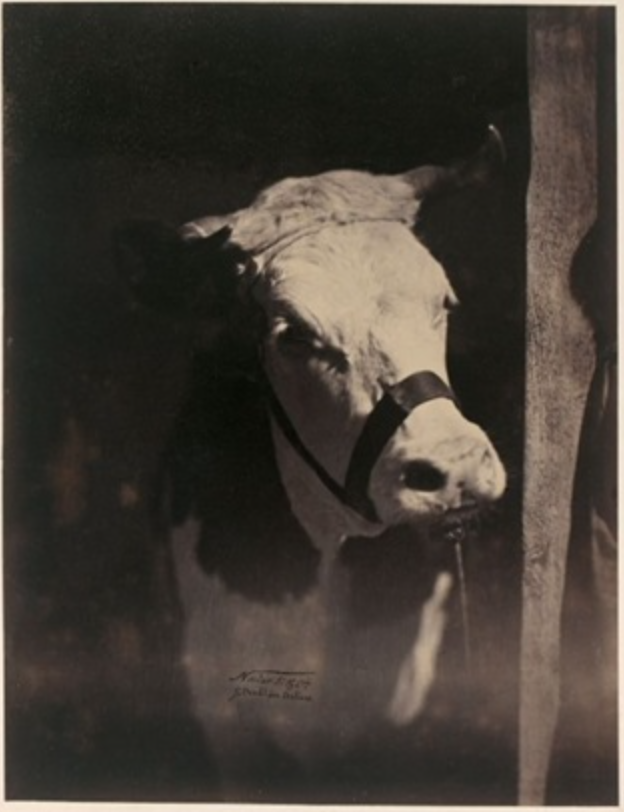
ノルマン種
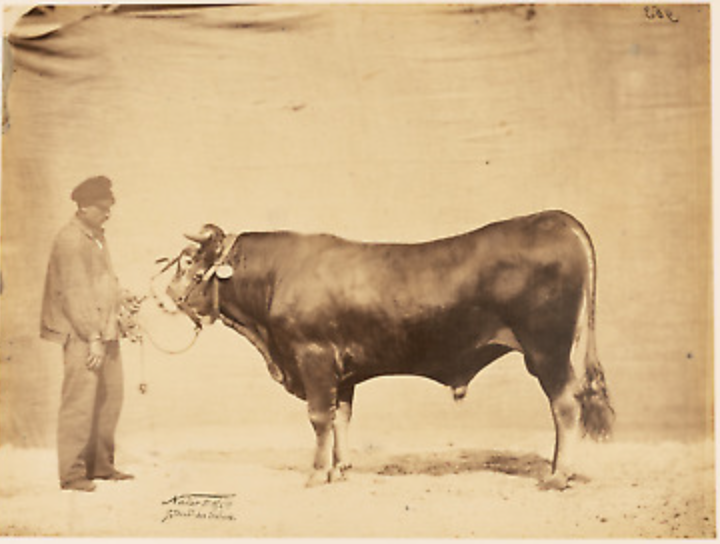